# Cerkiew św. Mikołaja w Gdańsku
Cerkiew pod wezwaniem św. Mikołaja – prawosławna cerkiew konkatedralna i parafialna (prawosławna parafia św. Mikołaja) w Gdańsku. Należy do dekanatu Gdańsk diecezji białostocko-gdańskiej Polskiego Autokefalicznego Kościoła Prawosławnego. Użytkowana również przez gdańską parafię wojskową św. Jerzego Zwycięzcy.
Zlokalizowana jest w zabytkowym poniemieckim budynku z 1914 r. dawnej ewangelickiej kaplicy cmentarnej przy krematorium na terenie dzielnicy Wrzeszcz Górny, po zachodniej stronie ulicy Romualda Traugutta, na stoku Szubienicznej Góry. W 1954 obiekt został przekazany wyznawcom prawosławia. Świątynia posiada obecnie kopuły cebulaste. Zamurowana brama w ścianie wschodniej pod arkadami wychodzi na zachowaną dawną aleję cmentarną.
W bezpośrednim sąsiedztwie cerkwi znajdują się stadion miejski, szpital studencki na obszarze Parku Akademickiego (dawne cmentarze) i budynki Politechniki Gdańskiej. Cerkiew znajduje się na obszarze pocmentarnym przekształconym w latach 60. na park. W sąsiednim budynku (dawnej kostnicy, czynnej w latach 1914–1945), przez wiele lat powojennych mieścił się zakład wyrobu trumien.

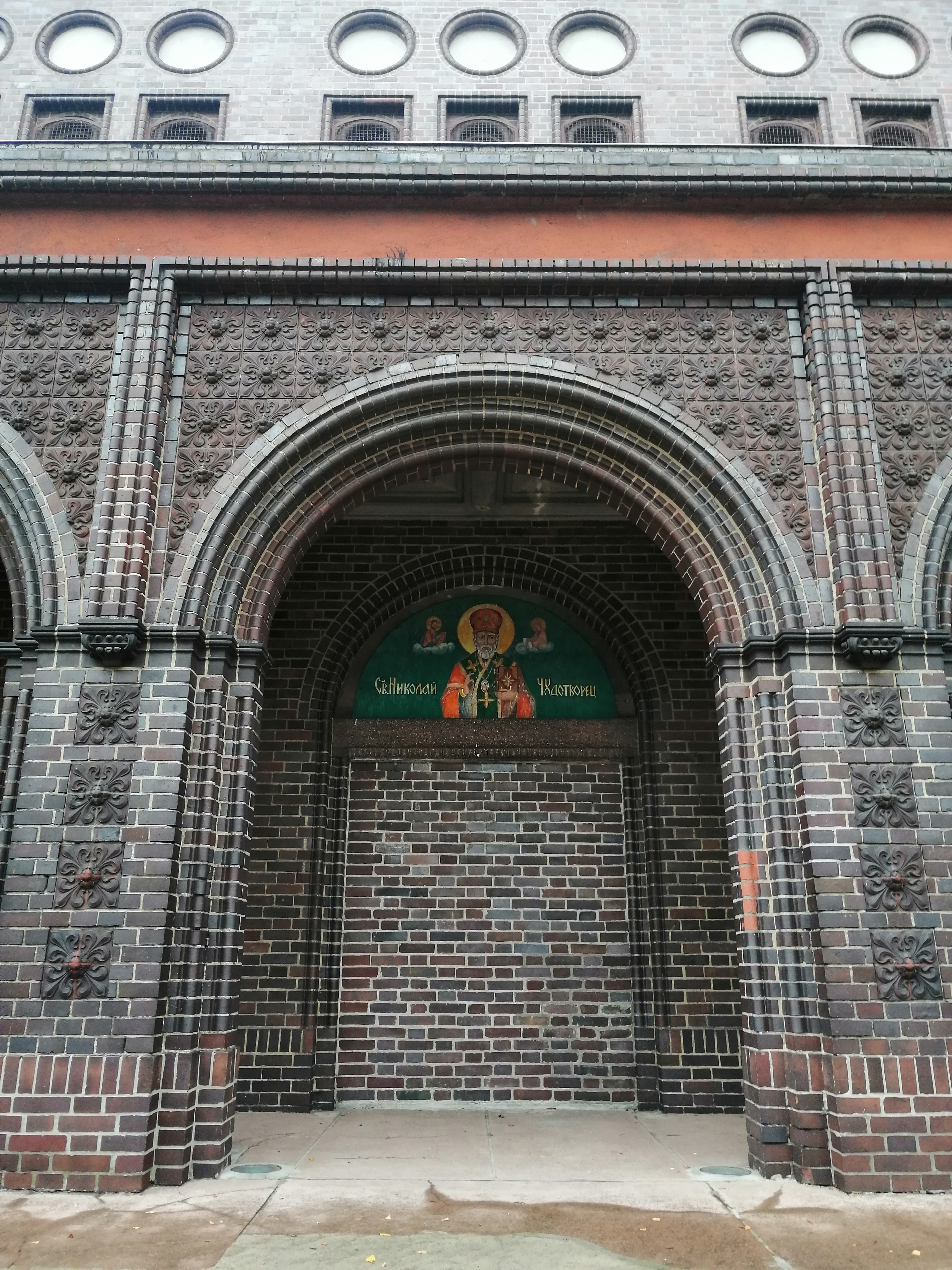
Zamurowana brama wschodnia cerkwi św. Mikołaja w Gdańsku

Cerkiew została wpisana do rejestru zabytków 8 lutego 1996 pod nr A-1142.

## Linki zewnętrzne

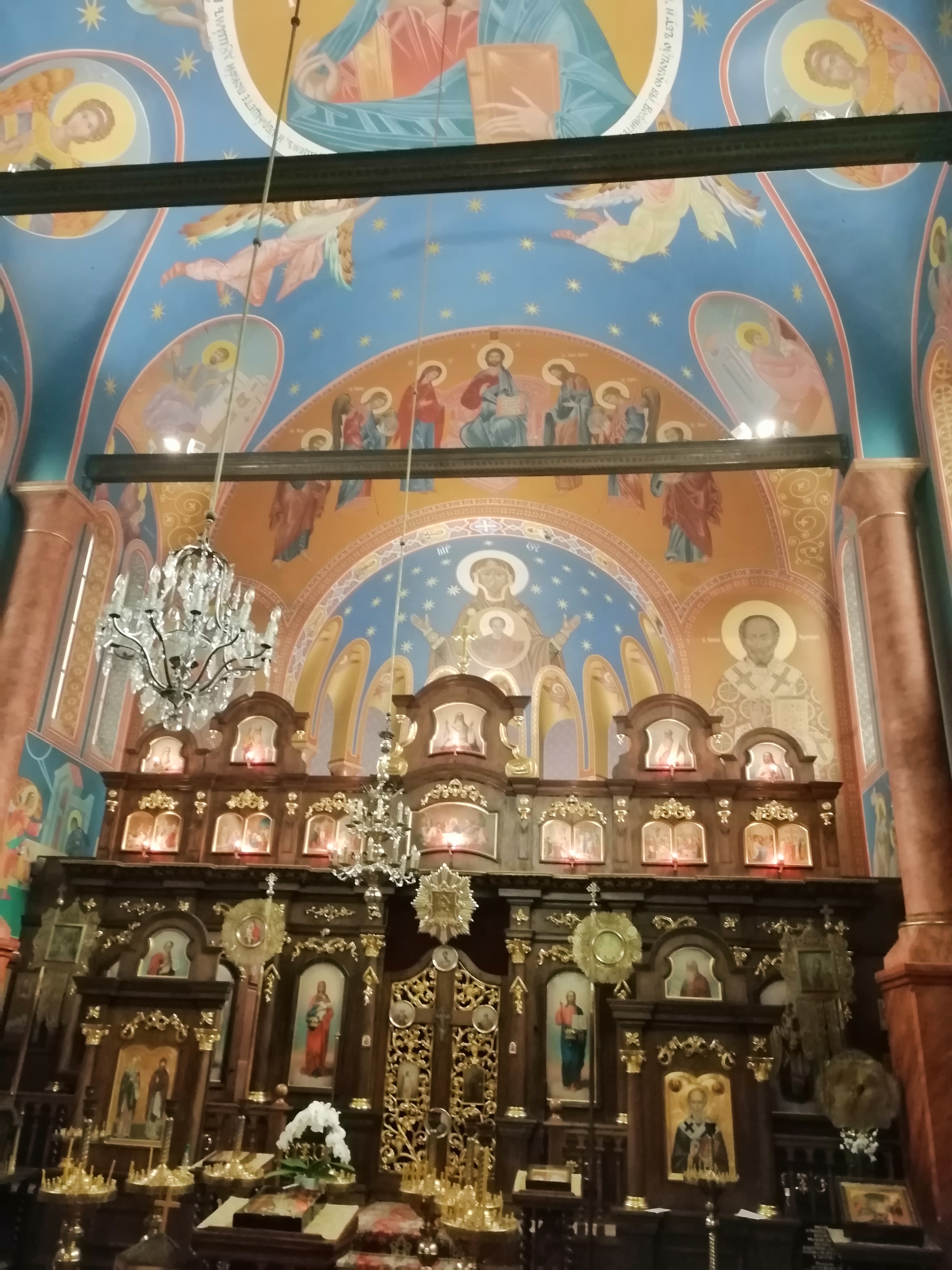
Wnętrze cerkwi św. Mikołaja w Gdańsku